# Naga (Zamboanga Sibugay)
Naga é um município de  terceira classe de renda municipal (d) na província Zamboanga Sibugay, nas Filipinas. De acordo com o censo de 1 de maio  de  2020 possui uma população de 41 743 pessoas e 9 235 domicílios.